# Pojorâta
Pojorâta est une commune roumaine située dans le județ de Suceava.